# 金特·胡贝尔
金特·胡贝尔（德語：Günther Huber，1965年10月28日—），意大利男子雪车运动员。他曾代表意大利参加1992年、1994年、1998年和2002年冬季奥林匹克运动会雪车比赛，共获得一枚金牌和一枚铜牌。